# Gregory Thomas Linteris
Gregory Thomas Linteris dr.  (Demarest, New Jersey, 1957. október 4. –) amerikai űrhajós.

## Életpálya
1979-ben a Princetoni Egyetemen vegyészmérnöki oklevelet szerzett. 1984-ben a Stanford Egyetemen doktorált.
1996. februártól a Lyndon B. Johnson Űrközpontban részesült űrhajóskiképzésben. Két űrszolgálata alatt összesen 19 napot, 15 órát és 58 percet (471 óra) töltött a világűrben. Űrhajós pályafutását 1997. július 17-én fejezte be.

## Írásai
Több mint 100 publikációja jelent meg szaklapokban.

## Űrrepülések
- STS–83, a Columbia űrrepülőgép 22. repülésének kutatás specialistája. A Spacelab (MSL–1), a mikrogravitációs laboratóriumi program a Space Shuttle energiaellátása miatt félbeszakadt. Első űrszolgálata alatt összesen 3 napot, 23 órát és 13 percet (95 óra) töltött a világűrben. 2 400 000 kilométert (1 500 000 mérföldet) repült, 83 kerülte meg a Földet.
- STS–94, a Columbia űrrepülőgép 23. repülésének kutatás specialistája. Az STS–83 űrrepülésen félbeszakadt Spacelab (MSL–1) programot folytatták. második űrszolgálata alatt összesen 15 napot, 16 órát és 45 percet (377 óra) töltött a világűrben. 10 000 000 kilométert (6 200 000 mérföldet) repült, 251 kerülte meg a Földet.